# Ramon Muntaner
Ramon Muntaner (* 1265 in Peralada in Nordspanien; † September 1336 auf Ibiza) war der dritte der vier großen katalanischen Chronisten des Spätmittelalters, königlicher Beamter und Mitglied der katalanischen Kompanie. Er ist der Autor der Crònica de Ramon Muntaner, die zu den vier großen katalanischen Chroniken gezählt wird.

## Leben
Ramon Muntaner wurde 1265 in Peralada in Empordà geboren. 1275/76 nahm er, wahrscheinlich als Begleiter des Admirals Roger de Llúria, an der Reise des Infanten Peter III. von Aragon an den französischen Hof von Orléans teil.
Um 1280 hielt er sich, vermutlich zu Bildungszwecken, längere Zeit in Montpellier auf. Über Muntaners Ausbildungsgang und Tätigkeit von 1287 bis 1300 lässt sich nichts Näheres sagen, doch lässt sein Bericht über die Taten des Admirals Roger de Llúria indirekt darauf schließen, dass er in irgendeiner Weise mit diesem zu tun hatte. Auf Grund eines Krieges gegen die Franzosen verlor er seinen gesamten Besitz in Peralada und kehrte nie mehr dorthin zurück. 1298 war er in Valencia und trat hier als Bürger von Mallorca auf, was jedoch nicht bedeuten muss, dass er sich in der Zwischenzeit ständig auf Mallorca aufhielt. In Sizilien stand er ab Dezember 1300 im Dienste König Friedrichs II von Sizilien. Im Konflikt zwischen Karl II. aus dem Haus Anjou und Friedrich II. aus dem Haus Barcelona nahm an der Verteidigung Messinas teil. Allem Anschein nach schloss er sich im Ansch Roger de Flor an, der die sizilianischen Flottenoperationen leitete. Dabei wurde Muntaner zu seinem procurador general, also Verantwortlicher für die Anwerbung von Söldnern und Vorsteher seiner privaten Kanzlei. 1303 zog Muntaner als Schatzmeister und Kanzler und später als Hauptmann und Stadtherr von Gallipoli mit der katalanischen Kompagnie nach Kleinasien, bis er sich ab 1307/08 mit Ferdinand von Mallorca wieder nach Westen begab.
Von 1308 bis 1315 ist Muntaner für König Friedrichs II von Sizilien Statthalter der Insel Djerba und Kerkennah an der tunesischen Küste. Als er jedoch 1315 erfuhr, dass Ferdinand von Mallorca einen Zug in das östliche Mittelmeer plant, um das Herzogtum Morea zu erobern, eilte er nach Sizilien, um sich ihm anzuschließen. Nachdem Muntaner den Auftrag erledigt hatte, Ferdinands Sohn Jakob, den späteren Jakob III. von Mallorca, an den väterlichen Hof in Sicherheit zu bringen, begann er in Valencia für ihn Söldner anzuwerben. 1316 starb Ferdinand und Muntaner blieb mit seiner Familie, zwei Söhne und eine Tochter, in Valencia, wo er einige Jahre für die Söldnerwerbung der sizilianischen Flotte zuständig war.
Ab 1324 stand er in Valencia im Dienst Jakobs II. Darüber hinaus bekleidete er bis 1331 verschiedene höhere Magistratsämter in Valencia und gehörte bei der Krönung Alfons IV. von Aragon 1328 in Saragossa zur Delegation Valencias.
Nachdem Muntaner 1329 von Jakob III. von Mallorca zum Berater ernannt wurde, siedelte er 1331 nach Mallorca über, wo sein ältester Sohn eine hohe Stellung am Hofe innehatte. Muntaner wurde 1332/33 zum königlichen Kämmerer und zum Bajulus von Ibiza ernannt, in den Ritterstand erhoben und war in Verwaltungs- und Handelstätigkeiten tätig, bevor er im September 1336 auf Ibiza starb.

## Werk
Vom 15. Mai 1325 bis 1328 verfasste Muntaner seine Crònica, eine Chronik über den Aufstieg der katalanisch-aragonesischen Dynastie und teilweise ein echter Erlebnisbericht Muntaners. Die Chronik beginnt mit den wichtigsten Episoden aus der Zeit Jakobs I. (1205–1276), wird mit der Zeit nach 1280 ausführlicher und bildet den Hauptteil mit der Expedicio a Orient. Er schildert seinen Aufenthalt auf Djerba, die kriegerischen Unternehmungen Jakobs II. bis zu dessen Tode 1327 und die Krönung Alfons IV. 1328 in Saragossa. Das Ziel dieser Schrift ist keine Autobiographie, sondern der Lob des „casal d’Aragó“, des Hauses Aragon. Muntaners Intention ist es zu zeigen, unter welcher besonderen göttlichen Gunst und Gnade Jakob I. und seine Nachfahren stehen und noch immer stehen werden. Muntaner wollte den zukünftigen Königen von Aragon mit diesem Werk eine Art Regelwerk für eine zukünftig große Herrschaft vor Augen führen. Zusammen mit den anderen katalanischen Chroniken beeinflusste es die Entwicklung späterer Chroniken und der katalanischen Schriften Curial e Guelfa und Tirant lo Blanc.